# Championnat d'Union soviétique de football 1969
Navigation
Saison 1968 Saison 1970
La saison 1969 de Pervaïa Grouppa A est la 31e édition du championnat de première division en Union soviétique. Vingt clubs sont réparties en deux poules de 10, où les équipes se rencontrent deux fois, à domicile et à l'extérieur. À la fin de cette première phase, les 7 premiers disputent la poule pour le titre, les autres clubs jouent la poule de relégation, qui voit les quatre derniers être relégués et remplacés par le meilleur club de deuxième division afin de faire passer la compétition de 20 à 17 équipes.
C'est le club du FK Spartak Moscou qui remporte le championnat après avoir terminé en tête de la poule pour le titre, avec quatre points d'avance sur le triple tenant du titre, le Dinamo Kiev et huit sur le Dinamo Tbilissi. C'est le 9e titre de champion d'Union soviétique de l'histoire du club.

## Clubs participants
- Premier tour de la Coupe des clubs champions 1969-1970
- Premier tour de la Coupe des coupes 1969-1970
- Promu de deuxième division

| Club                      | Présent depuis | Classement 1968 | Entraîneur                |
| ------------------------- | -------------- | --------------- | ------------------------- |
| Dynamo Kiev               | 1936           | 1er             | Viktor Maslov             |
| Spartak Moscou            | 1936           | 2e              | Nikita Simonian           |
| Torpedo Moscou            | 1938           | 3e              | Valentin Ivanov           |
| CSKA Moscou               | 1954           | 4e              | Vsevolod Bobrov           |
| Dinamo Moscou             | 1936           | 5e              | Konstantin Beskov         |
| Dinamo Minsk              | 1960           | 6e              | Ivan Mozer                |
| Dinamo Tbilissi           | 1936           | 7e              | Givi Chokheli             |
| Tchernomorets Odessa      | 1965           | 8e              | Sergueï Chapochnikov (en) |
| Neftchi Bakou             | 1960           | 9e              | Ahmad Alaskarov (en)      |
| Lokomotiv Moscou          | 1965           | 10e             | Viktor Marienko           |
| Zénith Léningrad          | 1938           | 11e             | Artiom Falian (en)        |
| SKA Rostov                | 1959           | 12e             | Guennadi Matveïev         |
| Zaria Lougansk            | 1967           | 13e             | German Zonine             |
| Chakhtior Donetsk         | 1955           | 14e             | Youri Voïnov              |
| Kaïrat Almaty             | 1966           | 15e             | Andreï Chen Il Song (ru)  |
| Ararat Erevan             | 1966           | 16e             | Oleksandr Ponomarov       |
| Pakhtakor Tachkent        | 1965           | 17e             | Mikhail Yakushin          |
| Krylia Sovetov Kouïbychev | 1962           | 18e             | Nikolaï Glebov (ru)       |
| Torpedo Koutaïssi         | 1962           | 19e             | Vsevolod Blinkov (en)     |
| Oural Sverdlovsk          | 1969           | 1er (D2)        | Gueorgui Jarkov (en)      |

### Changements d'entraîneurs
| Club                      | Entraîneur partant   | Date de départ  | Entraîneur arrivant | Date d'arrivée     |
| ------------------------- | -------------------- | --------------- | ------------------- | ------------------ |
| Krylia Sovetov Kouïbychev | Viktor Karpov (ru)   | juillet 1969    | Nikolaï Glebov (ru) | juillet 1969       |
| Dinamo Minsk              | Aleksandr Sevidov    | 31 août 1969    | Vitali Koseniouk    | 1er septembre 1969 |
| Zaria Lougansk            | Viktor Goureïev (ru) | septembre 1969  | German Zonine       | octobre 1969       |
| Chakhtior Donetsk         | Oleg Ochenkov        | octobre 1969    | Youri Voïnov        | octobre 1969       |
| Dinamo Minsk              | Vitali Koseniouk     | 31 octobre 1969 | Ivan Mozer          | 1er novembre 1969  |

## Compétition
Le barème de points servant à établir les classements se décompose ainsi :
- Victoire : 2 points
- Match nul : 1 point
- Défaite : 0 point